# Zakład Doskonalenia Zawodowego
Zakład Doskonalenia Zawodowego – stowarzyszenie bądź inna osoba prawna prowadząca działalność edukacyjną w zakresie szkolnictwa zawodowego, organizująca kursy i szkolenia zawodowe, prowadząca szkoły zawodowe, zrzeszona w Związku Zakładów Doskonalenia Zawodowego. 

## Historia
Zakłady Doskonalenia Zawodowego swoimi korzeniami sięgają często XIX wieku. Wywodzą się z instytucji dokształcających powstałych w tym okresie dla potrzeb rzemiosła, odczuwającego niedobór wykwalifikowanych pracowników. Za początek Zakładów Doskonalenia Zawodowego uznano rok 1861, kiedy to w Warszawie rozpoczęto organizowanie odczytów dla rzemieślników. Głównym obszarem działania ówczesnych instytucji szkolenia zawodowego były ziemie zaboru rosyjskiego.
W okresie międzywojennym szkoleniami zawodowymi zajmowały się Instytuty Rzemieślniczo-Przemysłowe. Wiele z nich kontynuowało w podziemiu swoją działalność w okresie okupacji.
Po wyzwoleniu zreorganizowano szkolenie zawodowe, tworząc Instytuty Naukowe Rzemiosła. W 1946 roku utworzono ich zrzeszenie - Centralę Naukowych Instytutów Rzemieślniczych Rzeczypospolitej Polskiej, od tego momentu zaczyna się właściwa historia ZDZ.
Nazwę Zakład Doskonalenia Zawodowego przyjęto w 1962 roku, w okresie 1949-1962 instytucje pozaszkolnego kształcenia zawodowego nosiły nazwę Zakładów Doskonalenia Rzemiosła.

## Obecna działalność
Działalność edukacyjna Związku ZDZ realizowana jest w 4 obszarach:
1. Kształcenie dorosłych w formach kursowych
2. Kształcenie dzieci, młodzieży i dorosłych w formach szkolnych
3. Praktyczna nauka zawodu
4. Kształcenie w szkole wyższej

ZDZ są także organami prowadzącymi żłobki i przedszkola oraz Dom Dziennego Pobytu dla seniorów.
Po wejściu Polski do Unii Europejskiej Zakłady Doskonalenia Zawodowego wykazują dużą aktywność w aplikowaniu o środki finansowe UE. Ponadto ZDZ aktywnie uczestniczą w wielu międzynarodowych programach i projektach edukacyjnych, m.in.: Erasmus+, Europejski Korpus Solidarności itp.

## Stan prawny
Zakłady Doskonalenia Zawodowego działają jako samodzielne stowarzyszenia oświatowe nieposiadające celów zarobkowych i dobrowolnie zrzeszone w Związku Zakładów Doskonalenia Zawodowego. Obecnie istnieją w Polsce 22 takie zakłady. Związek reprezentuje interesy zrzeszonych w nim ZDZ wobec władz państwowych, m.in. poprzez przygotowywanie i opiniowanie projektów aktów prawnych. Władze ZZDZ to: Krajowa Rada, Zarząd Główny oraz Komisja Rewizyjna, wszystkie o czteroletniej kadencji i wybieralne w sposób demokratyczny. ZZDZ jest członkiem Krajowej Izby Gospodarczej.

## Aktualne władze Związku Zakładów Doskonalenia Zawodowego
- Krajowa Rada
  - Przewodniczący: Jacek Kwiatkowski (ZDZ Katowice)
  - Wiceprzewodniczący: Jerzy Wątroba (ZDZ Kielce)
- Komisja Rewizyjna
  - Przewodniczący: Andrzej Piłat (ZDZ Warszawa)
  - Członkowie: Barbara Zarakowska (WZDZ Gorzów Wlkp.), Krzysztof Osiński (WZDZ Szczecin), Zenon Dziołak (ZDZ Warszawa), Tomasz Janicki (ZDZ Toruń)
- Zarząd Główny
  - Prezes: Rafał Górecki
  - Wiceprezesi: Zdzisław Wilczko (ZDZ Białystok), Krzysztof Łuka (ZDZ Warszawa)
  - Członkowie:  Katarzyna Grabowiecka (ZDZ Łódź), Dariusz Wątroba (ZDZ Kielce), Paweł Duzdowski (BZDZ Bydgoszcz), Piotr Chudy (ZDZ Kraków), Marcin Jakubowski (ZDZ Katowice), Paweł Kołakowski (ZDZ Poznań), Radosław Szutowicz (W-M ZDZ Olsztyn)

## Zakłady Doskonalenia Zawodowego w Polsce
- Zakład Doskonalenia Zawodowego w Białymstoku
- Bydgoski Zakład Doskonalenia Zawodowego w Bydgoszczy
- Zakład Doskonalenia Zawodowego w Chełmnie
- Zakład Doskonalenia Zawodowego w Gdańsku
- Wojewódzki Zakład Doskonalenia Zawodowego w Gorzowie Wielkopolskim
- Zakład Doskonalenia Zawodowego w Katowicach
- Zakład Doskonalenia Zawodowego w Kielcach
- Zakład Doskonalenia Zawodowego w Krakowie
- Zakład Doskonalenia Zawodowego w Lublinie
- Zakład Doskonalenia Zawodowego w Łomży
- Zakład Doskonalenia Zawodowego w Łodzi
- Warmińsko-Mazurski Zakład Doskonalenia Zawodowego w Olsztynie
- Wojewódzki Zakład Doskonalenia Zawodowego w Opolu
- Zakład Doskonalenia Zawodowego w Płocku
- Zakład Doskonalenia Zawodowego w Poznaniu
- Zakład Doskonalenia Zawodowego w Przemyślu
- Zakład Doskonalenia Zawodowego w Rzeszowie
- Zakład Doskonalenia Zawodowego w Słupsku
- Wojewódzki Zakład Doskonalenia Zawodowego w Szczecinie
- Zakład Doskonalenia Zawodowego w Toruniu
- Zakład Doskonalenia Zawodowego w Warszawie
- Dolnośląski Zakład Doskonalenia Zawodowego we Wrocławiu
- Zakład Doskonalenia Zawodowego w Zielonej Górze